# Zandkant (Tilburg)
Zandkant is een buurtschap in de gemeente Tilburg in de Nederlandse provincie Noord-Brabant. Het ligt halverwege Helvoirt en Loon op Zand niet ver van de Loonse en Drunense Duinen.

## Geschiedenis
Tot en met 31 december 2020 behoorde Zandkant tot de gemeente Haaren die met een gemeentelijke herindeling werd opgeheven.
Noord-Brabant: Steden en dorpen      Nederland: Provincies · Gemeenten